# Ribera de Sant Julià
La Ribera de Sant Julià discorre pels termes comunals de Corbera, de la comarca del Rosselló (Catalunya Nord); just en el límit amb el de Queixàs es forma per transformació de la Ribera de Santa Coloma.
Està situada en el sector oriental del terme de Corbera, que travessa de sud a nord. Hi forma la vall on es troba l'església i antic poble de Sant Julià de Vallventosa; tot seguit, entra en el terme de Corbera la Cabana, ja al Riberal, i la Ribera de Sant Julià discorre per terres més planes, on no forma una vall gaire destacada. En arribar a la intersecció amb el Rec de Tuïr es transforma en la Comalada.
A la part central del seu recorregut pel terme de Corbera deixa a la dreta la capella de Sant Julià de Vallventosa, que havia estat la parroquial d'un poble desaparegut.

## Etimologia
Segons Joan Coromines, el corònim Ribera prové de Riu, abreujat en re-, ri- o ru-, segons el context. La segona part del topònim prové de la capella i antic poble de Sant Julià de Vallventosa, del terme comunal de Corbera.